# Alfredo Flores Flores
Alfredo Flores Flores   (27 d'abril de 1915 - Barcelona, 10 de febrer de 2007) fou un pilot de motociclisme català que protagonitzà una llarga carrera esportiva entre les dècades de 1930 i 1960, etapa durant la qual aconseguí tres títols de Campió d'Espanya en la categoria de 350 cc.
Flores era conegut a les curses pel seu casc, sempre amb una estrella verda, i el seu etern mocador al coll, també verd.

## Resum biogràfic
El 7 de maig de 1933, a 18 anys acabats de fer, va córrer la seva primera cursa oficial de motociclisme, encetant una llarga etapa de 30 anys durant la qual fou un dels principals pilots a participar en curses d'àmbit estatal. Sempre com a pilot privat, fent de mecànic ell mateix, Flores no va comptar mai amb prou suport econòmic com per a obtenir una motocicleta competitiva (una de les primeres que tingué fou una New Hudson de 350 cc que li comprà son pare el 1932). Per aquest motiu, tot i la seva vàlua com a pilot, gairebé mai no va poder destacar en cap cursa internacional, on acostumava a avançar els millors pilots estrangers als revolts però acabava essent tornat a avançar a les rectes per ells, gràcies a les millors motocicletes que pilotaven. Una de les seves actuacions més recordades la realitzà al IV Gran Premi de Barcelona, disputat al circuit de Montjuïc el 26 d'abril de 1936, en què assolí finalment el segon lloc de la categoria dels 350 cc darrere el suec Martin Stromberg.
Passada la guerra civil espanyola s'exilià a França i hagué de romandre una temporada en un camp de concentració a la Catalunya Nord. Un cop tornat a casa, reprengué la seva carrera esportiva i arribà a guanyar tres campionats estatals. La seva afició per la motocicleta li durà gairebé tota la vida: el 2001, a 86 anys, es va comprar la darrera que va tenir.

## Palmarès
- Campió d'Espanya de 350cc el 1955, amb Norton.
- Campió d'Espanya de 350cc el 1957, amb Norton.
- Campió d'Espanya de 350cc el 1958, amb Norton.